# Franz Schwede
Franz Reinhold Schwede (från 1934 Schwede-Coburg), född 5 mars 1888 i Drawöhnen i Kreis Memel, Ostpreußen, död 19 oktober 1960 i Coburg, var en tysk nationalsocialistisk politiker och sedermera krigsförbrytare. Schwede blev den 28 augusti 1930 som första nazist borgmästare i en kreisfri stad, Coburg. Från 1934 till 1945 var han Gauleiter för NSDAP i Pommern.
Schwede var som borgmästare vigselförrättare vid bröllopet mellan Gustaf Adolf och Sibylla i Coburg 1932..
Schwede hedrades med utnämning till Kommendör av Kungl. Vasaorden (KVO) 1932.